# Двухюрточные горячие источники
Двухюрточные горячие источники — минеральные источники на полуострове Камчатка. Находятся на территории Усть-Камчатского района Камчатского края.
Расположены на левобережье долины реки Двухюрточной, в 5 км от её впадения в одноимённое озеро Двухюрточное. Источники состоят из трёх групп. Первая группа располагается у подножия левого борта долины. Температура воды в грифонах 65—73 °C.
Вторая группа расположена ближе к реке, приблизительно в 150 м от крайней левой протоки. Основной грифон представляет яму, в сторону речки вытекает ручей. Температура выходов 74 °C. В этом грифоне в воде обнаружены следы ртути.
Третья группа источников расположена выше по долине, в овражке бокового ручья, и состоит из нескольких выходов с температурой воды 35—45 °C.
Суммарный дебит всех трёх групп источников около 18,6 л/с. Минерализация воды — 2,39 г/л, кремнекислота — 0,13 г/л, борная кислота — 0,102 г/л.